# Varje Tugim
Varje Tugim (* 28. Juli 1978 in Pärnu) ist eine estnische Fußballspielerin.
Tugim spielt aktuell beim Pärnu JK und wurde zwischen 1994 und 2008 für die Nationalmannschaft Estlands in 29 Länderspielen eingesetzt.